# Marjorie Harris Carr
Marjorie Harris Carr (26 de marzo de 1915 - 10 de octubre de 1997) fue una activista medioambiental estadounidense.

## Biografía
Nacida en Boston, Massachusetts, Harris se crio en la zona rural de Bonita Springs, en el suroeste de Florida, donde sus padres naturalistas le enseñaron a identificar la flora y la fauna autóctonas del estado. En 1936 obtuvo una licenciatura en zoología en la Universidad Estatal de Florida. Al negársele la financiación y/o admisión en programas de postgrado en zoología y ornitología debido a su género, Harris se convirtió en la primera mujer técnica en vida silvestre de la nación poco después de terminar su licenciatura. En 1942, con la ayuda de su marido, el pionero biólogo conservacionista Archie Carr, Marjorie completó una maestría en zoología en la Universidad de la Florida, que todavía era oficialmente una institución exclusivamente masculina.
A finales del decenio de 1940, los Carr vivían en Honduras, donde Archie enseñaba en la Escuela Agrícola Panamericana Zamorano y realizaba investigaciones sobre la migración de las tortugas marinas. Los Carr exploraron la selva tropical hondureña a caballo. Marjorie publicó una investigación sobre las aves de Honduras en el Wilson Bulletin y en CEIBA, una Revista Científica y Técnica.
A finales de los años 1950, Carr inició su carrera en la conservación y el activismo ambiental en Micanopy, Florida. Sus primeros esfuerzos de preservación incluyeron el establecimiento del Parque Estatal de la Reserva de la Pradera de Paynes y la preservación y restauración del Lago Alice (Gainesville, Florida) en el campus de la Universidad de Florida.

### Batalla para salvar al río Ocklawaha
Carr es reconocida principalmente por su liderazgo en la exitosa campaña para proteger el río Ocklawaha al desafiar la construcción del Canal Cross Florida Barge, un proyecto del Cuerpo de Ingenieros del Ejército de los Estados Unidos que habría dividido Florida para crear un canal de barcazas de poca profundidad que uniría las costas del Golfo y del Atlántico. A través de la Florida Defenders of the Environment, una coalición de expertos científicos, jurídicos y económicos voluntarios de la Universidad de Florida y otras instituciones, Carr utilizó el activismo medioambiental para poner en tela de juicio los dudosos beneficios del canal, que destruiría el río Ocklawaha y alteraría el ecosistema regional del estado. Utilizando una innovadora declaración de impacto ambiental, Carr y sus colegas obtuvieron una orden judicial temporal contra la construcción del canal en enero de 1971. Días después, el presidente Richard Nixon detuvo su construcción.
Carr dirigió la batalla para preservar y restaurar el valle del río Ocklawaha hasta su muerte en 1997.